# Gare d'El Harchaïa
La gare d'El Harchaïa, est une ancienne gare ferroviaire algérienne située dans la commune de Naâma, dans la wilaya de Naâma.

## Situation ferroviaire
Établie à une altitude de 1 159,720 m, la gare est située au point kilométrique (PK) 313,123  de la ligne de Oued Tlelat à Béchar, où elle est précédée de l'ancienne gare de Touïfza et suivie de la gare de Naâma. 

## Histoire
La gare est mise en service en 1887 lors de l'ouverture de la section de Mécheria à Aïn Sefra de l'ancienne ligne à voie étroite de 1 055 mm d'Oran à Kenadsa via Saïda. Précédée de l'ancienne gare de Touïfza et suivie de la gare de Naâma, elle était située au PK 411,200  de cette ligne,,.
Cette gare fait partie des gares fortifiées en Algérie construites par l'armée française entre 1881 et 1906 le long de la ligne entre Saïda et Béchar.